# Emil Fischer (Entomologe)
Emil Fischer (* 25. November 1868 in Triengen; † 12. Mai 1954 in Zürich) war ein Schweizer Entomologe und Arzt.
Fischer war hauptberuflich seit 1897 niedergelassener Arzt in Zürich, wo er auch Medizin studierte und promovierte.
Bekannt wurde er durch Arbeiten über Schmetterlinge, insbesondere Vererbungsexperimente. Er untersuchte den Einfluss der Umwelt (besonders der Temperatur, zum Beispiel Frost-Aberrationen) auf den Phänotyp (Farbe, Gestalt), die Züchtung abnormer Schmetterlingsformen (Transmutationen) und von Art-Hybriden, deren Verhalten und Eigenschaften von deren Nachkommen (F2-Generation und Rückkreuzung). Anfangs arbeitete er dabei mit Max Standfuß zusammen, dem Professor für Entomologie an der Universität Zürich und der ETH Zürich, mit dem er sich dann aber heftig zerstritt (was auch öffentlich über Veröffentlichungen ausgetragen wurde), da Standfuss der Meinung war, Fischer hätte Ergebnisse unter eigenem Namen veröffentlicht, die seiner Anregung zu verdanken waren. Später veröffentlichte er mit Richard Goldschmidt (1927 über Gynander-Vererbung von Schmetterlingen).
Fischer war Lamarckist und suchte die Vererbbarkeit neu erworbener Eigenschaften (etwa von Temperatur-Aberrationen) nachzuweisen.
Neben Fischer und Standfuss unternahmen um die Jahrhundertwende auch Karl Frings (um 1873–1931) und im 19. Jahrhundert der Mathematiker und Entomologe Georg Dorfmeister (1810–1881) Temperaturversuche zu Schmetterlings-Aberrationen.
1939 sprach er sich für einen gemeinsamen Ursprung von Tagfaltern (Parnassiern) und Nachtfaltern (Saturniden) aus anhand eines homologen Basaldorns am Vorderflügel, den er 1917 auch bei Tagfaltern fand.
Von 1893 bis 1954 veröffentlichte er 104 entomologische Arbeiten.
1932 wurde er zum Mitglied der Leopoldina gewählt. 1949 wurde er Ehrendoktor der Universität Zürich.

## Schriften
- Transmutation der Schmetterlinge infolge Temperaturänderungen. Experimentelle Untersuchungen über die Phylogenese der Vanessen, Friedländer und Sohn, Berlin 1895
- Experimentelle Untersuchungen über die Vererbung erworbener Eigenschaften (Caja Vererbungsversuch), Allg. Zeitschrift für Entomologie, Band 6, 1901
- Zur Physiologie der Aberrationen- und Varietätenbildung der Schmetterlinge, Archiv für Rass. u. Ges. Biol., Band 4, 1907
- Temperatur-Experimente. In: Arnold Spuler: Schmetterlinge Europas, 1908
- Züchtung der Lepidopteren. In: Emil Abderhalden: Handbuch der biologischen Arbeitsmethoden, 1926